# Henri Patrice Dillon
Henri Patrice Dillon Dillon (San Francisco, 28 novembre 1850 – Parigi, 16 maggio 1909) è stato un pittore, illustratore e incisore francese. Era di origine irlandese e divenne famoso nella Parigi della Belle Époque.

## Biografia
Dillon è figlio di un diplomatico di origine irlandese, Guillaume Patrice Dillon (1810-1857), amico del ministro François Guizot, e Jeanne Anderson Amica. Suo padre era console di Francia ed è stato nominato Ufficiale della Legion d'Onore.
Henri Patrice Dillon è a Parigi nel 1873 per dedicarsi completamente allo studio della pittura dove segue i corsi di Isidore Pils. Frequenta l'École nationale supérieure des beaux-arts nella classe di Henri Lehmann, di Carolus-Duran e di Alexandre Cabanel come si può leggere nel suo dossier depositato alla cancelleria della scuola.
Dillon espone al Salon a partire dal 1876, esegue due opere su commissione di grandi dimensioni: Les Funérailles de Paul Bert e La Fondation de l’Ordre des jésuites destinata alla chiesa di Montmartre. Ottiene una menzione d'onore al Salon del 1890, ed in seguito, nel 1893 una medaglia di terza classe. Nel 1895 fa parte della commissione del Salon des Cent .
In dicembre 1898 è nominato cavaliere della Legion d'onore. Partecipa al centenario della litografia, poi all'Esposizione universale di Parigi del 1900 dove espone una litografia, La Claque.
Fa parte del gruppo di pittori che espone da Paul Durand-Ruel. In seguito diventa vice-presidente, con Fantin-Latour, della Società dei litografi francesi.
Le sue litografie hanno avuto una bassa tiratura e pertanto sono molto rare. Notato per il suo talento di illustratore, lavora con editori come Calmann-Lévy, Arthème Fayard e Henri Floury e inoltre illustra numerosi spartiti per l'editore G. Ondet.
Il suo atelier parigino si trovava al nº 84 di boulevard Rochechouart.
Dillon aveva sposato Pauline Genon e la coppia non ha avuto figli.
È morto a Parigi all'Hôpital Lariboisière.

Alcune opere
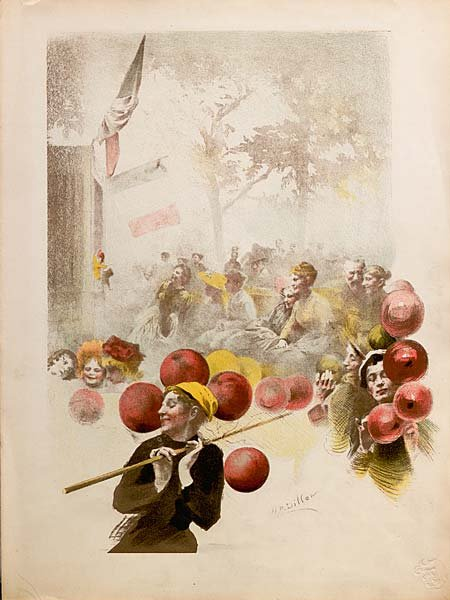
Les Ballons rouges, litografia a colori, album de L'Estampe moderne (1897-1899)[4].
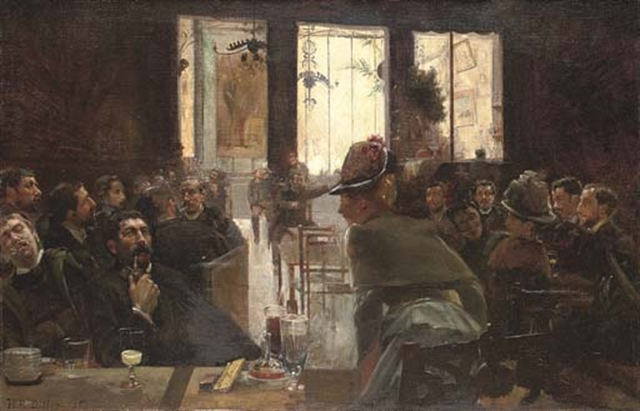
La Brasserie, olio su tela (1886).
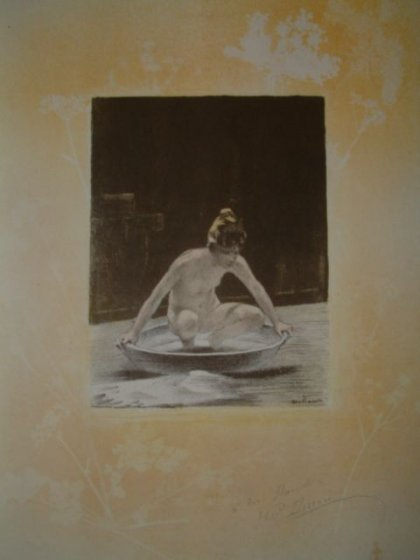
Le Tub, litografia a colori.